# Eita! Mesma Língua, Diferentes Sotaques
Eita! Mesma Língua, Diferentes Sotaques é um EP ao vivo da Fhop Music em parceria com Marco Telles. Lançado em 27 de setembro de 2022. Com um repertório envolvente, o EP traz faixas inéditas e releituras marcantes, destacando a unidade da Igreja através da música.

## Faixas
| N.º            | Título                              | Compositor(es)                                                        | Duração |  |
| 1.             | "Único"                             | Marco Telles                                                          | 07:36   |  |
| 2.             | "Cantai+Até Sozim"                  | Caio Freitas, Felipe Eubank, Filipe da Guia, Marco Telles             | 06:31   |  |
| 3.             | "Colossenses e Suas Linhas de Amor" | Filipe da Guia                                                        | 08:14   |  |
| 4.             | "Deus Zeloso"                       | Damires Garcia, Hamilton Rabelo, Marcelo Figueiredo, Talita Catanzaro | 05:51   |  |
| Duração total: | Duração total:                      | Duração total:                                                        | 28:15   |  |

## Regravações
O EP tem 4 faixas inéditas, sendo 2 regravações, a primeira regravação foi um medley de "Cantai" da Fhop Music e "Até Sozim" uma canção de Marco Telles, a segunda regravação é uma canção de Fhop Music intitulada "Deus Zeloso".
A faixa "Único", uma das faixas de maiores destaque do projeto foi regravada 2 vezes após o lançamento, a primeira foi em 2023 pela Fhop Music no álbum "Onething 2022", a segunda vez que a canção recebeu uma regravação foi pela renomada cantora gospel Fernanda Brum em 2024, para seu novo álbum de estúdio, Milagre, pela Sony Music.

## Desempenho Comercial
As faixas "Único" e "Colossenses e Suas Linhas de Amor" foram os maiores sucessos do EP, "Único" conta com 30 milhões de visualizações no Spotify e 35 milhões no YouTube, já "Colossenses e Suas Linhas de Amor" aproximadamente 50 milhões no YouTube e quase 40 milhões no Spotify, emplacando o sucesso do EP, no Spotify o EP soma quase 80 milhões sendo elegível para o Disco de Ouro, no YouTube soma 80 milhões de streams. O álbum conta com mais de 160 milhões de streams totais.

## Vídeos
| Música                            | Lançamento             |
| --------------------------------- | ---------------------- |
| Único                             | 23 de agosto de 2022   |
| Cantai+Até Sozim                  | 6 de setembro de 2022  |
| Colossenses e Suas Linhas de Amor | 20 de setembro de 2022 |
| Deus Zeloso                       | 27 de setembro de 2022 |

## Ficha Técnica
- Direção Geral: Bruna Batista
- Direção Artística: Paulo Santos
- Produção Musical: Felipe Eubank
- Intérprete: Débora Rabelo e Marco Telles
- Vozes: Emi Sousa e Gabriela Laranjo
- Guitarra: Felipe Eubank
- Bateria: Gabriel Nóbrega
- Baixo: Lucas Costa
- Teclado: Daniel Alves e Jean Carlo
- Arranjo Vocal: Caio Freitas
- Arranjos: Felipe Eubank
- Captação: Marcos Woitowitz
- Edições: Marcos Woitowitz, Hainan Carmo
- Mixagem: Marcos Woitowitz
- Masterização: Marcos Woitowitz
- Direção de Vídeo: Paulo Santos
- Filmmaker: Brenda Emanuelle, Filippe Simas, Leonardo Nunes, Matheus Felipe, Tom Hanley
- Edição de Vídeo: Paulo Santos